# Petanjci
Petanjci (Hongaars: Szécsénykút, Duits: Petanzen) is een plaats in Slovenië en maakt deel uit van de gemeente Tišina in de NUTS-3-regio Pomurska. De plaats telde 608 inwoners op 1 januari 2020.